# Шарлотта Валандре
Шарлотта Валандре (фр. Charlotte Valandrey, при народженні Анн-Шарлотта Паскаль, фр. Anne-Charlotte Pascal; 29 листопада 1968, Париж — 13 липня 2022, там само) — французька акторка та письменниця.

## Життєпис
Народилася 29 листопада 1968 року у Парижі в заможній родині розробника комп'ютерного забезпечення Жана-П'єра Паскаля та піаністки Анн-Марі. 1973 року народилася її сестра Од. Із 6-річного віку проживала на морському курорті Пленеф-Валь-Андре, департамент Кот-д'Армор, на честь якого пізніше обрала свій творчий псевдонім. На початку 1980-х років родина переїхала до Парижа, де вона навчилася у ліцеї Поля Валері.
1985 року виконала головну роль у кінодрамі «Червоний поцілунок» Віри Бельмон, за яку наступного року отримала премію Срібний ведмідь найкращій акторці на 36-му Берлінському кінофестивалі, а також номінувалася на премію Сезар у категорії Найперспективніша акторка. Того ж року знялася у відеокліпі на пісню Девіда Боуї «As The World Falls Down» (композиція є саундтреком до фільму «Лабіринт» Джима Генсона, вона звучить в сцені, де Сара у виконанні Дженніфер Коннеллі відкушує отруєний персик і потрапляє всередину кришталевої кулі на бал).
Із 16-річного віку проживала сама у студії, придбаній для неї батьками, і дружила з музикантами-наркоманами, від одного з яких заразилася ВІЛ-інфекцією, про що дізналася за кілька днів до свого вісімнадцятиріччя. Незважаючи на недугу, продовжувала активно зніматися в кіно та на телебаченні. Наступною акторською удачею стала роль журналістки Міріам Кордьє у серіалі «Кордьє, стражі порядку» з П'єром Монді, Антонеллою Луальді та Брюно Мадіньє. Також помітною стала її роль принцеси Саші у фільмі «Орландо» (1992) Саллі Поттер за однойменним романом Вірджинії Вульф. Але були і розчарування, — 1989 року її запросили на головну роль у фільмі «Біле весілля» Жана-Клода Бріссо, але, дізнавшись про діагноз ВІЛ, замінили на Ванессу Параді.
17 липня 1999 року вступила у шлюб з Артуром Лекеном. На початку 2000 року народилася їхня дочка Тара. 2002 року, після розриву з чоловіком, тяжко хвора Валандре пройшла потрійну терапію (Ерадикація Helicobacter pylori), яка пошкодила її серце і викликала два інфаркти, в результаті чого акторці знадобилася трансплантація серця. 2003 року успішно перенесла операцію з пересадки донорського серця.
2005 року видала першу зі своїх автобіографічних книг — «Кохання у крові». 2008 року за книгою було знято однойменний телефільм, сценарій до якого створив Еммануель Каррер.
2013 року нагороджена орденом Мистецтв та літератури кавалерського ступеня.
8 червня 2022 року акторка повідомила, що чекає на другу пересадку серця. Операцію було проведено 14 червня у паризькому госпіталі Пітьє-Сальпетрієр, але трансплантант не прижився.
Шарлотта Валандре померла 13 липня 2022 року у паризькому госпіталі Пітьє-Сальпетрієр в 53-річному віці.

## Фільмографія
| Рік       |    | Українська назва                   | Оригінальна назва                     | Роль                                      |
| --------- | -- | ---------------------------------- | ------------------------------------- | ----------------------------------------- |
| 1985      | ф  | Червоний поцілунок                 | Rouge Baiser                          | Надя                                      |
| 1986      | ф  | Таксист                            | Taxy Boy                              | Корінн                                    |
| 1987      | ф  | Клятий Фернан                      | Fucking Fernand                       | Лілі                                      |
| 1987      | ф  | В тіні вітру                       | Les Fous de Bassan                    | Олівія Аткінс                             |
| 1988      | тф | Будинок у Римі                     | Una casa a Roma                       | Ванесса                                   |
| 1988      | с  | Холодний піт                       | Sueurs froiges                        | Зої                                       |
| 1991      | ф  | Все ще самі                        | Toujours seuls                        | Шарлотта                                  |
| 1991      | с  | Нестор Бурма                       | Nestor Burma                          | Марія Крейська                            |
| 1992      | с  | Таємна поліція                     | Police Secrets                        | інспектор Клер Раух                       |
| 1992—2003 | с  | Кордьє, стражі порядку             | Las Cordier, jude en flic             | Міріам Кордьє                             |
| 1992      | ф  | Орландо                            | Orlando                               | принцеса Саша                             |
| 1993      | ф  | Вічний чоловік                     | L'eternel mari                        | Катя Погорец                              |
| 1993      | ф  | Берта де Жу                        | Berthe de Joux                        | Берта                                     |
| 1993      | ф  | В компанії Антонена Арто           | En compagnie d'Antonin Artaud         | Колетт Тома                               |
| 1993      | тф | Альбер Саварюс                     | Albert Savarus                        | Розалі де Ватвіль                         |
| 1995      | тф | Дім, який придбала Мері            | The House That Mary Bought            | Клер Бенуа                                |
| 1995      | тф | Тінь поцілунку                     | L'embra abitata                       | Роза                                      |
| 1996      | тф | Добре, це Різдво!                  | Tiut va bien c'est Noël!              | Крістін                                   |
| 1996      | тф | Порятунок собаки                   | Le rançon du chien                    | Софі                                      |
| 1996      | с  | Доктор Сільвестр                   | Docteur Sylvestre                     | Маріанна                                  |
| 2002      | с  | Наполеон                           | Napoléon                              | мадам де Кюні                             |
| 2004      | с  | Батько і мер                       | Père et Maire                         | Клер Конті                                |
| 2006      | с  | Комісар Кордьє                     | Commissaire Cordier                   | Міріам Кордьє                             |
| 2006      | тф | Жанна Пуассон, маркіза де Помпадур | Jeanne Poisson, marquise de Pompadour | мадам Бранкас                             |
| 2008      | тф | Кохання у крові                    | L'Amour dans le sang                  | у ролі самої себе (у старшому віці)       |
| 2008      | ф  | Пам'ять води                       | La Mémoire de l'eau                   | -                                         |
| 2009      | ф  | Бал актрис                         | Le Bal des actrices                   | режисерка на кастингу фільму Івана Атталя |
| 2017—2019 | с  | Завтра належить нам                | Demain nous appartient                | Лоранс Муаре                              |
| 2018      | с  | Невинні                            | Les Innocents                         | Анн Десгранж                              |
| 2021      | с  | Досконалі злочини                  | Crimes parfaits                       | Марі Кеменю                               |
| 2021      | с  | Вбивства у Мюлузе                  | Meurters à Mulhouse                   | Карен Бауер                               |